# Таборы (Кировская область)
Таборы — деревня в Оричевском районе Кировской области в составе Быстрицкого сельского поселения.

## География
Находится на расстоянии примерно 14 километров по прямой на север-северо-восток от районного центра поселка Оричи.

## История
Известна с 1671 года, в 1678 отмечено 3 двора. В 1764 году учтено 56 жителей. В 1873 году было учтено дворов 35 и жителей 180, в 1905 19 и 131, в 1926 27 и 153, в 1950 36 и 134. В 1989 проживало 207 человек.

## Население
Постоянное население составляло 181 человек (русские 98 %) в 2002 году, 138 в 2010.